# Västergötlands runinskrifter 115
Vg 115 är en vikingatida runsten i Grästorp, Västergötland. Stenen har flyttats flera gånger och blivit söndersprängd men lagats tillräckligt bra för att texten ska vara någorlunda komplett. Längst ner på stenen finns en orm avbildad. Uppmålad 1990.

## Inskriften
Translitterering av runraden:
· þura · karþi · kubl · þa(u)si · aftiʀ · kiʀmut · uar · sin · harþa · kuþon þagn · bruþur · fri(l)ifs
Normalisering till runsvenska:
Þora gærði kumbl þausi æftiʀ Gæiʀmund, ver sinn, harða goðan þegn, broður Friðlæifs.
Översättning till nusvenska:
Tora gjorde detta minnesmärke efter Germund, sin make, en mycket god tägn, Fridlevs broder.